# Laro

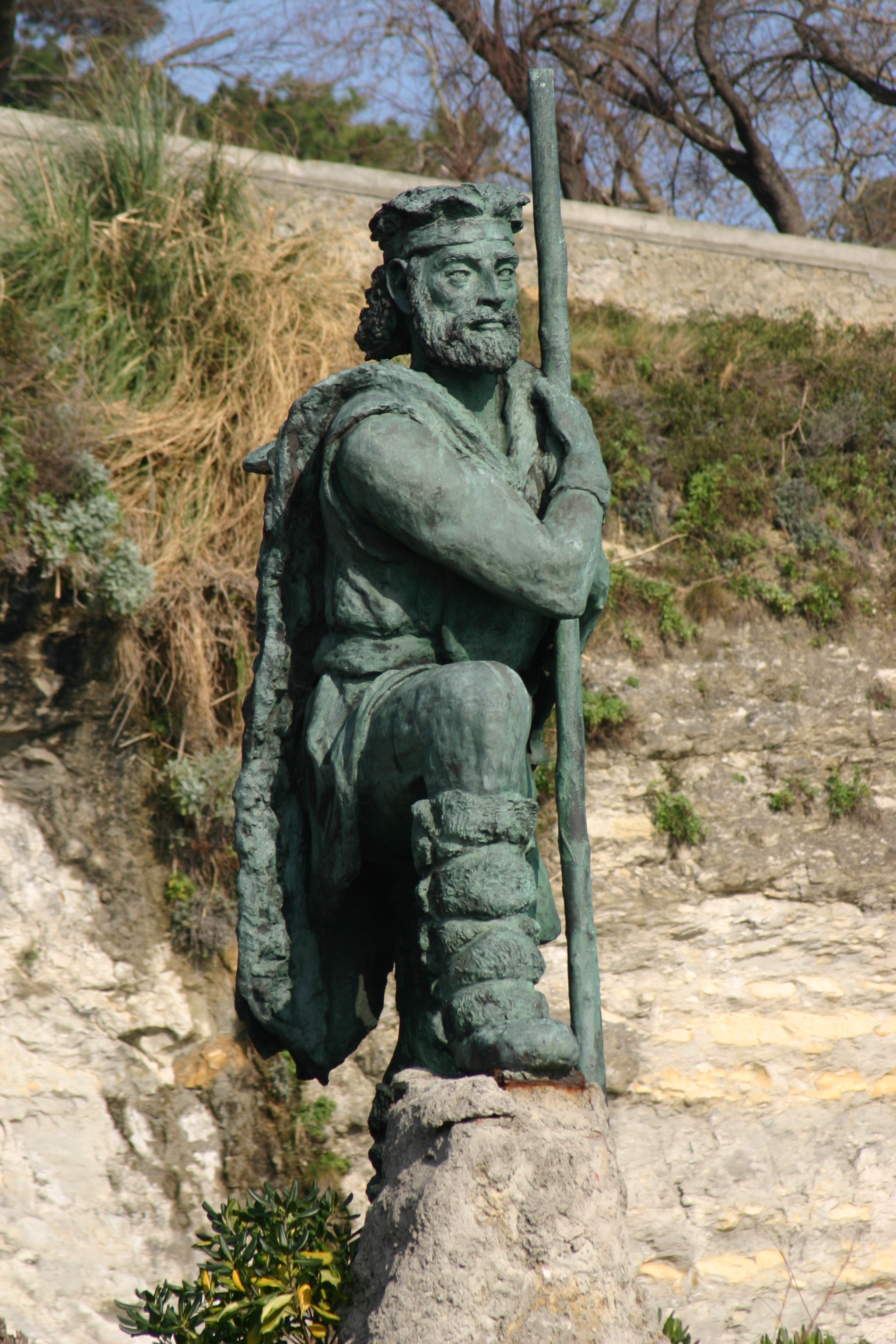
Monumento al cántabro (Santander, Cantabria).

Laro es un personaje del poema Punica de Silio Itálico, así como un pretendidamente histórico mercenario cántabro que luchó como mercenario en el bando cartaginés durante la segunda guerra púnica (siglo III a. C.).

## Biografía
Laro aparece solamente en el poema Punica de Silio Itálico, que cuenta que combatió en la guerra entre Cartago y Roma como parte del contingente mercenario de tribus hispanas contratado por Magón Barca. No son pocos los autores que han puesto en duda la existencia de Laro, aduciendo en Silio la obvia intención de embellecer sus crónicas con héroes y combates épicos por encima de cualquier pretensión de exactitud. Sin embargo, otros han puesto en duda a su vez estos criterios, argumentando que el texto parece destacacar a Laro específicamente como un personaje histórico para la posteridad más que como un mero embellecimiento.
Asumiendo su historicidad, Laro habría sido el líder de un grupo de cántabros jóvenes que habrían sido reclutados por los generales cartagineses Hannón el Viejo y Magón Barca, los cuales atravesaron la península alrededor del año 207 a. C. con el fin de encontrar mercenarios norteños y celtíberos con los que sustituir las fuerzas de su colega Asdrúbal Barca. Éste había sido derrotado el mismo año por los generales romanos Claudio Nerón y Livio Salinator en la Batalla del Metauro, contienda que puso de manifiesto la fiabilidad de los guerreros hispanos cuando, a pesar de la clara adversidad, cayeron estos los últimos de todo el ejército púnico mientras seguían a Asdrúbal.
De entre todos sus guerreros, siempre según las palabras del poeta, Laro destacaba individualmente por su corpulencia, ferocidad y poder marcial. Se le describía armado de un bipennis o hacha de guerra de dos hojas, que manejaba con una sola mano. Iba protegido por un casco de cuero empenachado, y posiblemente por una caetra o escudo redondo como el usado por sus compatriotas. Sin embargo, también era referido como un temible combatiente sin armas a causa de su fuerza física. Durante las batallas, lanzaba alaridos para atemorizar a sus enemigos y era poseído por lo que los romanos llamaban furor heroicus, un ímpetu guerrero incontenible valorado por los celtas de su etnia.

El cántabro Laro era temible por la naturaleza de sus miembros y por su corpulencia, aunque no dispusiera de armas. Como es la fiera costumbre de esta gente, se enfrentaba a la batalla empuñando el hacha con la mano diestra. A pesar de que viera que los guerreros se dispersaban rechazados, una vez destruida la juventud de su gente, sin embargo él en solitario colmaba el campo con cadáveres. Además si el adversario se encontraba cerca, le gustaba herirle de manera frontal, si la lucha llegaba desde la izquierda, giraba el arma. Pero cuando el fiero atacante llegaba por la espalda, no se perturbaba, sino que lanzaba hacia atrás su hacha de doble filo.
Silio Itálico (Punicas 16,46-65)

La principal y última intervención de Laro y sus guerreros se produjo el mismo 207 a. C. en la batalla que libraron Hannón y Magón contra el pretor Marco Junio Silano en Celtiberia. Perdida la batalla para el bando púnico y deshechas todas sus tropas, los hispanos fueron típicamente los últimos en caer, y entre ellos se hallaban los cántabros, que combatían con fiereza hasta el final de sus fuerzas. Silio narra que, aun cuando estos fueran también diezmados, Laro abatió en solitario a tantos romanos que estos comenzaron a evitarle aterrorizados. Observando esta situación, Lucio Cornelio Escipión, hermano de Escipión el Africano, cargó contra Laro y le arrojó un pilum, pero el cántabro lo desvió con el hacha, aunque no lo bastante como para que el proyectil no rozase la crin de su casco. El cántabro cargó entonces contra Escipión y le lanzó un hachazo, pero Lucio consiguió bloquearlo con su escudo y cortarle el brazo derecho de un tajo de su gladio, tras lo que pudo por fin acabar con él. Tras caer Laro, los cartagineses acabaron por ser derrotados, y Hannón fue capturado.
Silio habla también de otro mercenario llamado Laro, el cual hacía muecas tan terroríficas durante la batalla que se le comparaba con una gorgona, pero este no se trata del mismo Laro, sino de un guerrero galo del mismo nombre.

## En la cultura popular
Laro es el protagonista de la novela gráfica Laro, el cántabro, publicada por Andrés Torres "Andy" en 2001.
También se le referencia en la trilogía literaria de Simón Hergueta Laro, la leyenda del árbol milenario, ambientada mucho más tarde, durante las Guerras Cántabras.
En el cómic Taxus, de Isaac Sánchez, cuya historia está ambientada en la mitología cántabra, uno de los personajes protagonistas es llamado Laro en referencia a este guerrero.